# Lemmer
Lemmer (en frison : De Lemmer) est une ville appartenant à la commune néerlandaise de De Fryske Marren, située dans la province de Frise.

## Géographie
La ville est située dans le sud de la Frise, en bordure de l'IJsselmeer et à la limite avec la commune de Noordoostpolder, dans la province du Flevoland.

## Histoire
Lemmer est la principale localité et le chef-lieu de la commune de Lemsterland avant le 1er janvier 2014, date à laquelle celle-ci fusionne avec Gaasterlân-Sleat et Skarsterlân pour former la nouvelle commune de De Friese Meren, devenue De Fryske Marren en 2015.

## Démographie
Le 1er janvier 2018, la ville comptait 10 315 habitants.

## Culture et patrimoine
La station de pompage à vapeur de D.F. Wouda, en service de 1920 à 1966, est inscrite au patrimoine mondial de l'Unesco depuis 1998.

## Personnalités liées à la ville
- Roelof Klein, rameur d'aviron
- Rintje Ritsma, patineur de vitesse
- Wieteke Cramer, patineuse de vitesse
- Epke Zonderland, gymnaste